# Erik Enderlein
Erik Enderlein, Geburtsname Otto Martin Emil Enderlein (* 18. Februar 1887 in Dresden; † 18. April 1949 in Berlin), war ein deutscher Opernsänger (Tenor).

## Leben
Enderlein wurde nach seiner Gesangsausbildung im Jahre 1912 als „Lyrischer Tenor“ als festes Ensemblemitglied an die Hofoper Dresden engagiert, wo er bis 1917 verblieb. In der Spielzeit 1917/18 war er am Stadttheater Chemnitz engagiert. Von dort ging er, nach einem Fachwechsel zum Heldentenor, für die Spielzeit 1918/19 an das Staatstheater Schwerin. Er wechselte dann ans Stadttheater Hamburg, wo er von 1919 bis 1926 zum festen Ensemble gehörte. Von 1926 bis 1928 war er Mitglied der Städtischen Oper Berlin. In dieser Zeit gastierte er weiterhin regelmäßig am Stadttheater Hamburg.
Enderlein ging einer umfangreichen nationalen und internationalen Gastspieltätigkeit nach. 1925 trat er bei den Bayreuther Festspielen als Walther von Stolzing in Die Meistersinger von Nürnberg auf. Nach seinen Auftritten in Bayreuth nahm er für seine künstlerische Laufbahn den Vornamen Erik an, wohl in Anlehnung an Richard Wagners Bühnenfigur Erik im Fliegenden Holländer. Er gastierte im deutschsprachigen Raum an der Wiener Staatsoper (1926–1929), am Stadttheater Basel (1928) und am Nationaltheater Mannheim (1931–1933).
Internationale Gastspiele hatte er am Teatro Real in Rom (1926), an der Waldoper Zoppot (1927/28; als Parsifal und als Siegfried in Götterdämmerung), an der Covent Garden Opera (1929; als Lohengrin und als Tristan), an der Königlichen Oper Kopenhagen (1929), am Grand Théâtre de Genève (1930; im Ring des Nibelungen), an den Nationalopern von Belgrad und Zagreb (jeweils 1930) und am Opernhaus von Monte Carlo (1934; als Tristan).
Enderlein sang zu Beginn seiner Karriere das lyrische Tenorfach mit Partien wie Tamino in Die Zauberflöte, Chapelou in Der Postillon von Lonjumeau und Narraboth in Salome. Nach seinem Fachwechsel lag der Schwerpunkt zunächst im Rollenfach der jugendlichen Heldentenors, mit Partien wie Erik im Fliegenden Holländer, Hugo von Ringstetten in Undine, Florestan in Fidelio und Pedro in Tiefland. Später nahm er zahlreichen Partien des schweren Heldentenors auf (wie den Kaiser in Die Frau ohne Schatten, Jean van Leyden in Der Prophet); er sang aber auch das tenorale Charakterfach (u. a. Loge in Das Rheingold, Herodes in Salome). Seine größten Erfolge erzielte er jedoch als Wagner-Tenor (Erik, Tannhäuser, Lohengrin, Walther von Stolzing, Tristan, Siegfried, Parsifal). Enderlein gilt als einer wichtigsten deutschen Heldentenöre. Gelegentlich übernahm er auch Partien in Operetten. 
Nach Beendigung seiner Karriere war er als Gesanglehrer in Berlin tätig. Er starb 1949 im Alter von 62 Jahren in seiner Wohnung in Berlin-Charlottenburg. Er war nicht verheiratet.
Enderlein hinterließ, zumeist noch unter dem Namen Emil Enderlein, einige wenige Tondokumente, die als gesuchte Sammleraufnahmen gelten. Seine Schallplatten wurden auf den Marken Pathé, Parlophon (1923; Schellackplatte mit Der Lenz von Eugen Hildach und Die Himmel rühmen von Ludwig van Beethoven), Polyphon (wohl 1921; Einzelausschnitte aus Die Meistersinger von Nürnberg, Die Walküre und Lohengrin mit Klavierbegleitung), Polydor und HMV veröffentlicht. Bekannt ist insbesondere seine Aufnahme des Duetts „Zu neuenTaten“ aus der Götterdämmerung mit Nanny Larsén-Todsen.